# Бірофілія
Бірофілія — колекціонування пивної атрибутики: етикеток, банок, бочечок з-під пива, пивних кухлів і келихів, корків, відкривачок, бірдекелів, та іншої атрибутики пов'язаної з пивом.
Бірофіл — буквально: любитель пива, (від англ. Beer — пиво). Насправді бірофіл — це колекціонер різних предметів пивної атрибутики: пляшок, банок, кухлів, келихів, корків, етикеток, відкривачок, бірдекелів, значків, календариків, поштових карток та інших предметів, пов'язаних з пивом. Зазвичай бірофіли спеціалізуються на певному типі предметів, але збирають все, що стосується пива. Предмети, що не входять в колекцію, бірофіли використовують для продажу або обміну.
В країнах з ровиненою пивною культурою бірофілія з'явилась у 50-ті рр. ХХ ст. , до України прийшла в рамках її розвитку в СРСР в цілому, починачи з 60-х рр. ХХ ст. 
Бірофіли можуть об'єднуватися в клуби (організації), брати участь у регулярних виїзних зустрічах, в т.ч. міжнародних, а останнім часом - і всесвітніх. З розвитком інтернету, буденними стали також домовленості між колекціонерами різних країн і регіонів про обміни або купівлю-продаж предметів колекціонування. Існуює чимало міжнародних, національних і регіональних інтернет-форумів колекціонерів.

## В Україні

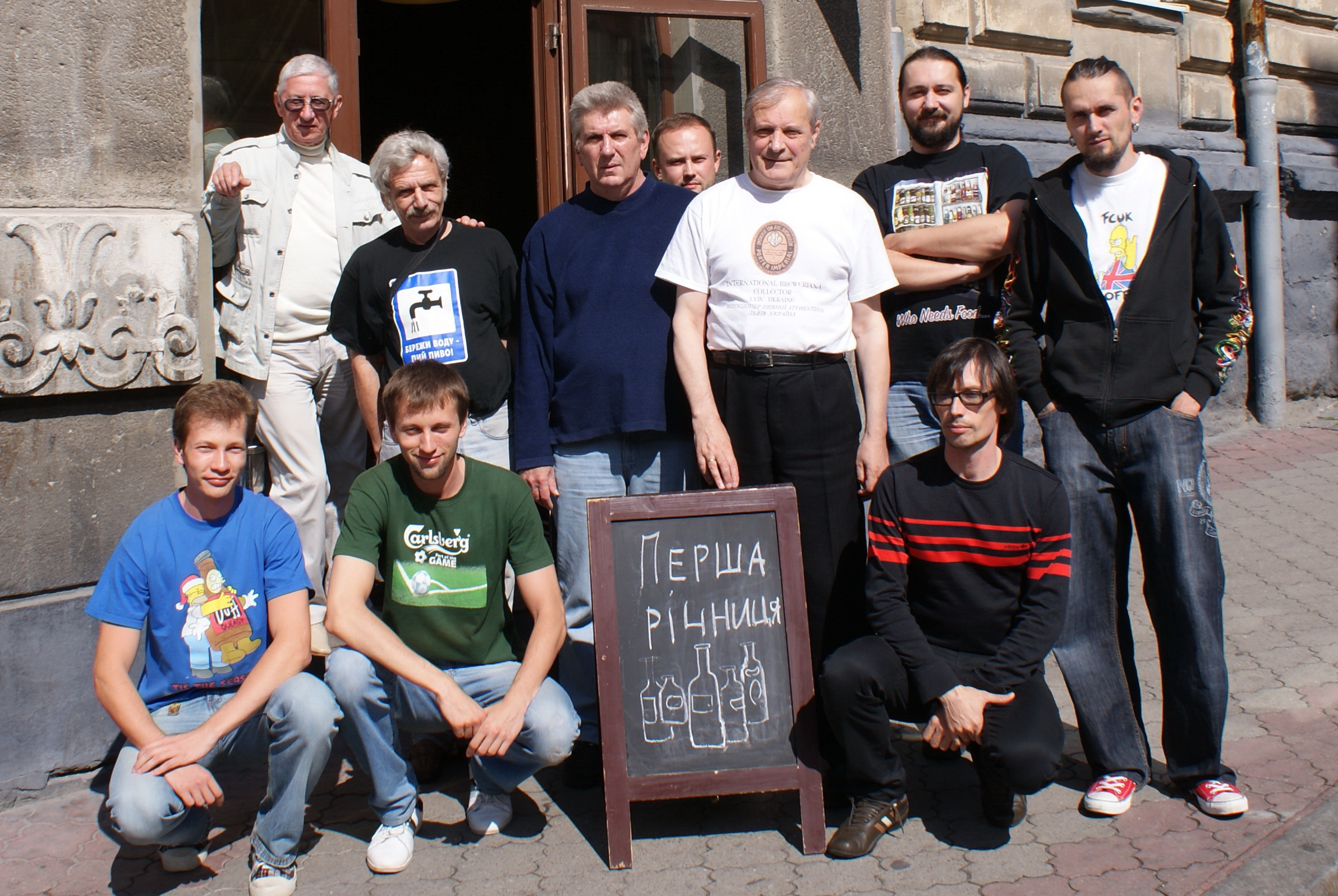

Льві́вська спільно́та бірофі́лів — об'єднання колекціонерів пивної атрибутики та любителів пива із міста Львова та Львівської області. Перша зустріч відбулася у червні 2013 року в ресторані-броварні «Гульвіса». Відтоді кожного другого місяця в останню неділю відбуваються планові зустрічі спільноти у різних місцях. Двічі на рік (у червні та грудні) у межах зустрічі відбуваються сліпі дегустації певних сортів українського чи іноземного пива. Грудневу дегустацію заведено називати «Різдвяна пивна учта». Також неодноразово проводили екскурсії спеціально для спільноти у багатьох броварнях Львова. Учасники спільноти беруть активну участь у Всеукраїнських з'їздах колекціонерів пивної атрибутики, які у 1997, 2007, 2008, 2011, 2019  роках відбувалися у Львові. Нерідкими гостями цих зустрічей є й колекціонери із закордонних країн. Наприклад, на зустрічі 2019 року у Львові взяли участь бірофіли з 15 країн світу. 